# Arucas, Gran Canaria
Arucas je mesto in občina v severnem delu otoka Gran Canaria, provinca Las Palmas, Kanarski otoki. Arucas je 9 km zahodno od mesta Las Palmas de Gran Canaria. Leta 2013 je v njem živelo 36.852 prebivalcev, in površina je 33,01 km². Severno od mesta poteka cesta GC-2.

## Zgodovina
Ime Arucas verjetno izhaja iz predšpanskega imena Arehucas ali Arehuc. Pred špansko osvojitvijo otoka Gran Canaria je bil Arucas središče starodavnega kanarskega življenja. Kraj je bil med osvajalnimi bitkami leta 1478 precej uničen. Leta 1481 je bil starodavni kanarski kralj Doramas ubit v dvoboju proti španskemu vojskovodji Pedru de Veri v bitki pri Arucasu. Kmalu zatem je bilo naselje ponovno ustanovljeno s pretežno španskimi naseljenci.
Odločilna spodbuda za razvoj so bili sprva prihodki od proizvodnje in trženja rdečega barvila iz košeniljke. Od 15. stoletja je bil glavni pridelek območja Arucas sladkorni trs. Rum so tukaj proizvajali dolgo preden so na Kubi začeli gojiti sladkorne plantaže. Ena od glavnih značilnosti sodobnega Arucasa je njegova tovarna ruma. Arucas je v drugi polovici 19. stoletja vzcvetel s povpraševanjem po košeniljki (Dactylopius coccus, žuželka, ki se hrani s kaktusom rodu Opuntia, iz katere izhaja škrlatna barva karmin za barvanje).

## Geografija
Občina leži na severu otoka Gran Canaria, na razdalji 17 kilometrov od glavnega mesta otoka. Meji na občine Moya, Firgas, Teror in Las Palmas de Gran Canaria.
Ima površino 33,01 km² in je ena izmed desetih najmanjših občin na otoku.
Sedež občine, ki sje ob vznožju gore Arucas, je 240 m nad morjem, kjer je največja nadmorska višina občine 757,6 m na vzpetini, znani kot El Cabezo.

### Podnebje
Arucas ima toplo suho polsuho podnebje po Köppnovi klasifikaciji. Povprečna letna temperatura je 19,6 °C, pri čemer je najtoplejši mesec avgust s povprečno temperaturo 22,8 °C, najhladnejši mesec pa januar s 16,3 °C. Ima povprečno 210 mm padavin na leto, pri čemer je najbolj deževen mesec november s 43 mm, najbolj suh mesec pa julij in avgust z 1 mm.12

### Geologija
Glavno mesto občine je v dolini, prvotno morski zemlji, ki se je ob izbruhu vulkana Arucas zaprla in oblikovala laguno.

### Zavarovana območja
Arucas ima majhno zavarovano območje, vključeno v podeželski park Doramas, mreže zaščitenih naravnih prostorov Kanarskih otokov.

## Znamenitosti
Cerkev s. Janeza Krstnika (špansko Parroquia Matriz de San Juan Bautista) je vodilni arhitekturni in družbeni spomenik v občini. V celoti so jo zgradili lokalni zidarski mojstri iz kamna Arucas in je iz leta 1909. Poleg bogastva izrezljanih kamnitih stebrov in kapitelov je tu tudi nekaj čudovitih vitrajev, ki so delo slikarja s Kanarskih otokov Cristobala Hernandeza de Quintane in izjemna rezbarija Ležečega Kristusa Manuela Ramosa.
Na severu je Montaña de Arucas, za katero se domneva, da je območje, kjer je Pedro de Vera leta 1481 v bitki pri Arucasu ubil pogumnega vodjo Gvančev, Doramasa. Stožčasta vulkanska gora z restavracijo ponuja razgled do Las Palmasa.
Tovarna ruma (Destilería Arehucas): znana je tovarna ruma na cesti proti Firgasu. Več o proizvodnji in skladiščenju lahko obiskovalci izvedo v priloženem muzeju ruma v okviru vodenega ogleda (Museo de Ron). Na nekaterih razstavljenih hrastovih sodih so avtogrami znanih obiskovalcev, kot so španski kralj, Plácido Domingos, Julio Iglesias, Anatoly Karpows, Willy Brandts in Walter Scheels. Tovarna proizvaja tudi mešanice ruma, kot sta bananin ali medeni rum. Vendar se sladkorni trs tukaj goji le v majhnih količinah, zato prihaja iz Španije ali čezmorskih držav.
Mestni park (Parque Municipal): mestni park je še ena zanimivost kraja s številnimi kanarskimi endemičnimi in eksotičnimi rastlinami in drevesi.
Mestni muzej: majhen mestni muzej ob vhodu v mestni park ponuja informacije o zgodovini Arucasa.

## Galerija
- Cerkev sv. Janeza Krstnika
- Mesto Arucas
- Jardín de la Marquesa de Arucas, Botanični vrt Arucasa
- Botanični vrt ima več kot 500 rastlinskih vrst
- Cerkev sv. Janeza Krstnika kot je videti s Calle Párroco Morales